# Mestna avtobusna linija št. 6 (Maribor)
Mestna avtobusna linija številka 6 AP Mlinska – Vzpenjača je ena izmed 21 avtobusnih linij javnega mestnega prometa v Mariboru. Poteka v smeri sever - jugozahod in povezuje središče Maribora s Taborom, Novo vasjo, Zgornjimi in Spodjimi Radvanjami.

## Trasa
- smer AP Mlinska – Vzpenjača: Mlinska ulica - Partizanska cesta - Titova cesta - Ulica heroja Bračiča - Svetozarevska cesta - Ulica kneza Koclja - Glavni trg - Stari most - Trg revolucije - Dvorakova ulica - Ulica Moše Pijada - Gorkega ulica - Radvanjska cesta - Metelkova ulica - Koseskega ulica - Cesta proletarskih brigad - Radvanjska cesta - Streliška cesta - Lackova cesta - Pohorska ulica.
- smer Vzpenjača – AP Mlinska: Pohorska ulica - Lackova cesta - Streliška cesta - Radvanjska cesta - Cesta proletarskih brigad - Koseskega ulica - Metelkova ulica - Radvanjska cesta - Gorkega ulica - Ulica Moše Pijada - Ljubljanska ulica - Trg revolucije - Stari most - Glavni trg - Ulica kneza Koclja - Svetozarevska cesta - Ulica heroja Bračiča - Titova cesta - Partizanska cesta - Mlinska ulica.

## Režim obratovanja
Linija obratuje vse dni v letu, tj. ob delavnikih, sobotah, nedeljah in praznikih.  Avtobusi najpogosteje vozijo ob delavniških prometnih konicah.